# Prepress-press-postpress

Ilustracja poglądowa terminu

Prepress-press-postpress – faza produkcyjna wyrobów poligraficznych. Przed nią znajduje się przygotowanie materiałów przez autorów, natomiast po niej następuje dystrybucja gotowych wyrobów. Terminy są zadomowioną kalką z języka angielskiego.

## Prepress
Prepress (studio DTP oraz naświetlanie form kopiowych i form drukowych):
- skopiowanie do komputera materiałów tekstowych i graficznych z zewnątrz (wymienne nośniki danych, sieć komputerowa, internet)
- przepisanie tekstu na komputerze
- wprowadzenie tekstu do komputera z zeskanowanych materiałów za pomocą oprogramowania do rozpoznawania pisma (OCR – ang. optical character recognition)
- zeskanowanie zdjęć, wydruków (także innych płaskich materiałów)
- wprowadzenie do komputera obrazów z cyfrowych aparatów fotograficznych i pojedynczych klatek video
- opracowanie wszystkich tych elementów graficznych (retusz, poprawienie kolorów, jasności i kontrastu, kadrowanie, skalowanie, zapisanie w odpowiednim formacie i rozdzielczości, nadanie odpowiedniego profilu koloru, ewentualnie zrobienie fotomontaży i nadanie ścieżek wycinających)
- wykonanie od podstaw elementów graficznych w programie komputerowym (ilustracje, loga, znaki firmowe, tła, cienie, ozdobne napisy, kody paskowe)
- stworzenie szablonów gotowej publikacji
- właściwe wykonanie poszczególnych stron (ułożenie na nich w odpowiednich miejscach tekstu i grafiki)
- naniesienie korekt i zmian klienta
- naniesienie znaków dla drukarza
- wykonanie wydruków kontrolnych
- drukowanie do PostScriptu (czyli do pliku postscriptowego)
- sprawdzenie poprawności danych w pliku postscriptowym
- ripowanie (ostatni etap obróbki komputerowej polegający na stworzeniu z pliku postscriptowego obrazu rastra drukarskiego oddzielnie dla każdego koloru farby drukarskiej)
- naświetlenie z pliku postscriptowego klisz dla drukarni z pojedynczych stron publikacji lub wykonanie impozycji, czyli naświetlenie wspólnych klisz dla całego arkusza drukarskiego
- wykonanie z klisz wyciągów barwnych (próba koloru), czyli wzorcowych, wiernych kolorystycznie odbitek stron publikacji (np. Cromalin, Matchprint, Ozasol) lub też wykonanie tych wyciągów w postaci kolorowych wydruków na specjalistycznych drukarkach (np. Iris, Rainbow), montaż klisz z pojedynczych stron na wspólnym arkuszu folii montażowej, odbitki kontrolne ze zmontowanych klisz (ozalid), naświetlenie z klisz form drukowych (tzw. blachy) lub też zamiast etapu "kliszowego" naświetlenie blach bezpośrednio z plików postscriptowych. Metoda naświetlania bezpośredniego nazywana jest CtP.

## Press
Press (drukarnia):
- sam proces druku oraz bezpośrednie przygotowanie do tego procesu
- tzw. narząd (poligrafia), czyli montaż form drukowych na maszyny drukarskie, a następnie, już po druku, wstępne pocięcie i ew. poskładanie zadrukowanych arkuszy papieru oraz ich suszenie (o ile odbywa się na maszynie drukarskiej)

## Postpress
Postpress (introligatornia, procesy wykończeniowe):
- falcowanie (złamywanie) czyli składanie papieru (np. składanie na pół zaproszeń, lub składanie całych arkuszy publikacji w wielostronicowe składki)
- bigowanie, czyli robienie wgnieceń w postaci rowków w celu ułatwienia późniejszego zginania papieru np. na okładkach książek, czy wykrojnikach kartonowych
- foliowanie (laminowanie) papieru (np. zewnętrznych powierzchni okładek)
- sztancowanie, czyli wykrawanie kształtów w arkuszu papieru (np. wycinanie miejsc na poszczególne litery w skorowidzu, notesie telefonicznym)
- kaszerowanie (oklejanie cienkim zadrukowanym papierem tektury falistej przeznaczonej na opakowania produktów)
- klejenie bloczków
- łączenie poszczególnych składek w gotowe publikacje razem z okładkami metodą szycia lub klejenia
- krojenie na wymiar gotowych publikacji (obcięcie spadów)
- insertowanie czyli umieszczanie wewnątrz publikacji ulotek (wrzutki reklamowe) i innych elementów (CD-ROM-y, próbki produktów)
- oprawianie (zakładanie okładek)
- zakładanie obwolut na okładki
- pakowanie pojedynczych egzemplarzy (foliowanie)